# Морозов, Мирослав Эдуардович
Мирослав Эдуардович Морозов (род. 7 мая 1969, Вильнюс) — российский военный историк и писатель, кандидат исторических наук, полковник запаса, автор многих книг военно-исторической тематики.

## Биография
Мирослав Морозов родился в 1969 году в городе Серпухов Московской области (но по документам — в Вильнюсе). Вырос и окончил школу в Вильнюсе. В 1986 году поступил в РВВПКУ имени С. С. Бирюзова. После его окончания в 1990 году направлен на службу в 74-й ракетный полк (в/ч 77193) 28-й гвардейской ракетной дивизии, дислоцировавшийся в Козельске, занимал должность заместителя командира группы по политической части. С 1994 по 2019 год проходил службу в Институте военной истории Минобороны России, последняя должность — заместитель начальника Института военной истории. С 1997 года — кандидат исторических наук, тема диссертации: «Эволюция корабельного состава ВМФ СССР и стран фашистского блока в годы Великой Отечественной войны 1941—1945 гг.». С 2011 года является научным консультантом экспедиции «Поклон кораблям Великой Победы». В мае 2019 года в связи с достижением 50-летнего возраста ушёл в запас в звании полковника. С января 2020 года — старший научный сотрудник Центра военной истории России Института российской истории РАН.
Является постоянным гостем и лектором на YouTube-канале «Tactic Media».